# Gödenstorf
Gödenstorf là một đô thị thuộc huyện Harburg, bang Niedersachsen, Đức. Đô thị này có diện tích 16,54 km².